# Gianni Bettini
Gianni Bettini (Novara, 1860 - San Remo, 27 de febrero de 1938) fue un inventor y pionero audiófilo italiano que inventó varias mejoras fonográficas. Famoso por haber realizado las primeras (y en algunos casos únicas) grabaciones de las voces de varios cantantes muy famosos y otras celebridades de la década de 1890. Pocas de estas grabaciones han sobrevivido.

## Vida y carrera

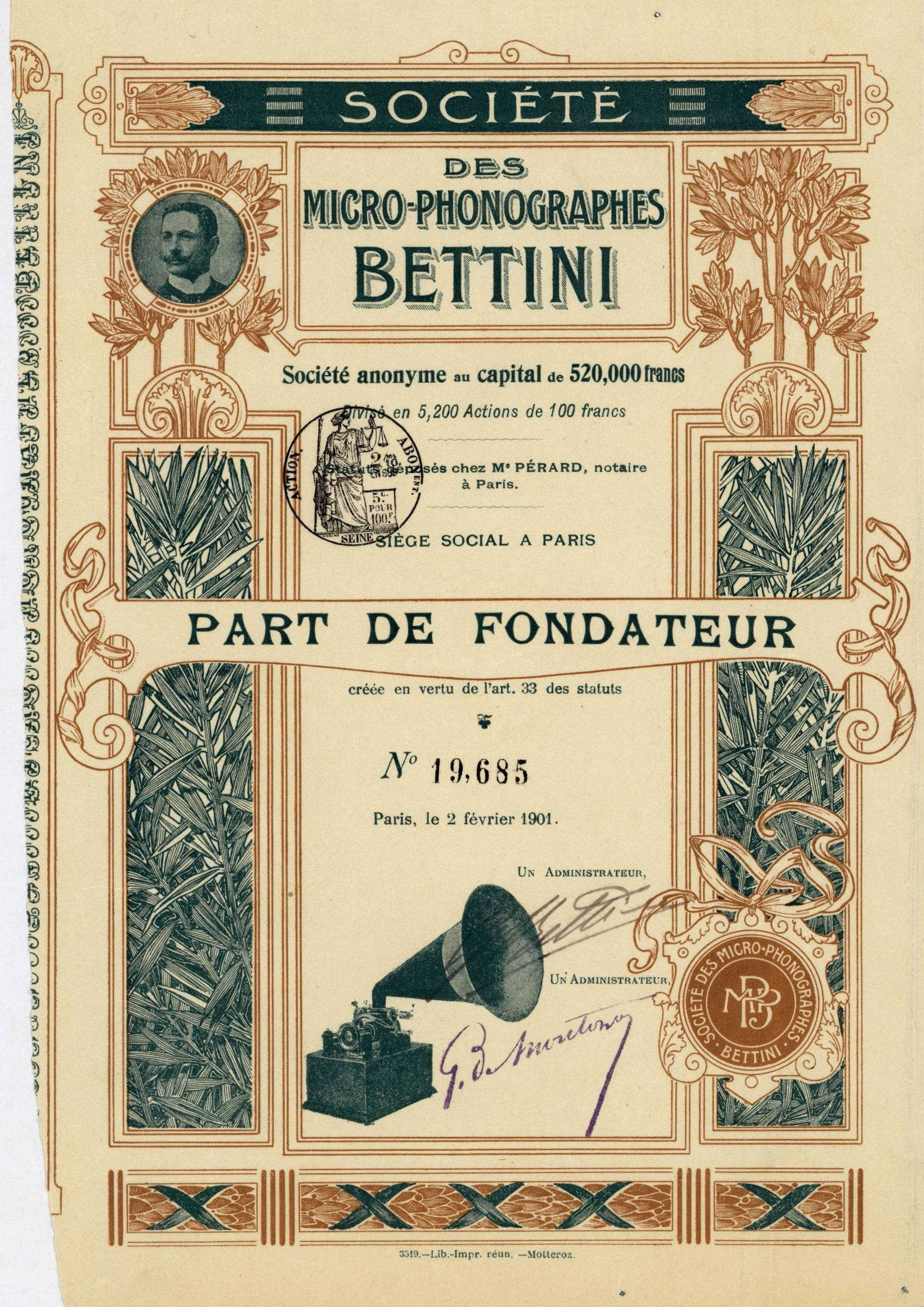
Certificado de la Soc. des Micro-Phonographes Bettini, edición 2. Febrero 1901

Bettini nació en Novara, Italia. En la década de 1890 era un miembro de la alta sociedad de Nueva York, que vivía en el elegante barrio de Central Park South, ahora en el centro de Midtown, en el límite del distrito de los teatros. Fue allí donde mantuvo su salón literario y operaba su laboratorio de fonógrafo.
Bettini fabricó una serie de fonógrafos de alta gama altamente valorados en la actualidad. Inventó el micrograbador y el microreproductor, dispositivos de grabación y reproducción que mejoraron la calidad del sonido de las grabaciones realizadas en cilindros de fonógrafo de cera marrón, el primer medio práctico de grabación comercial. Hubo muchos modelos y sucesivos refinamientos, pero todos giraban en torono a la fijación del estilete al diafragma mediante una unidad de múltiples patas que llamó "araña". La mayoría de sus inventos se comercializaron para una clientela acomodada que comprendía la primera generación de lo que ahora se llaman audiófilos. Uno de sus inventos posteriores fue un indicador de velocidad universal, un dispositivo que ayudaba al ajuste fino de la velocidad del motor de un fonógrafo.
Bettini conocía personalmente a muchos músicos famosos y otras figuras públicas y persuadió a algunos de ellos para que hicieran grabaciones durante sus visitas a su salón de Nueva York. Grabó a Mark Twain, al presidente Benjamin Harrison y a varios de los cantantes e instrumentistas destacados de la década de 1890, algunos de los cuales no hicieron otras grabaciones. Finalmente, Bettini comenzó a vender copias de algunos de sus cilindros. Su catálogo de grabaciones de ópera tenía 12 páginas y los cilindros costaban 6 dólares (equivalente aproximadamente a 150 dólares a principios del siglo XXI) en un momento en que los discos de cilindros comerciales típicos se vendían por 50 centavos. Algunas de las grabaciones más deseables de Bettini, como las del legendario tenor Jean de Reszke, se habían realizado únicamente como un experimento y un favor personal para el inventor y no figuraban en la lista, pero el catálogo insinuaba que podrían obtenerse copias de algunos artículos no enumerados por acuerdo privado.
En 1898 se estableció la Société des Micro-Phonographes Bettini francesa con un capital de 850 000 francos en París, 23, boulevard des Capucines. Antes de la Primera Guerra Mundial, Bettini llevó su colección de grabaciones maestras a Francia. Durante la Segunda Guerra Mundial, la mayoría de ellos se perdieron cuando el almacén en el que estaban almacenados fue destruido en un ataque aéreo. Debido a la combinación de esa pérdida, la muy pequeña cantidad de copias producidas anteriormente y la naturaleza frágil y químicamente inestable del medio de cera, los cilindros Bettini son ahora extremadamente raros; se sabe que existen unas pocas docenas. Solo las grabaciones que hizo de un anciano Papa León XIII justo antes de su muerte en 1903 (no en 1884, como se informa erróneamente en algunas noticias de 2014 sobre grabaciones papales) se distribuyeron más ampliamente y, en consecuencia, han sobrevivido en múltiples copias tanto en el cilindro como en formatos de disco.
Durante los años 1901 a 1903, el bibliotecario de la Ópera Metropolitana de Nueva York, Lionel Mapleson, utilizó un Fonógrafo Edison actualizado con una micrograbadora Bettini para grabar cientos de breves extractos de actuaciones en vivo en el escenario, conocidos como los Cilindros de Mapleson. Al igual que Bettini, Mapleson capturó las voces de cantantes, incluidos aquellos que nunca hicieron grabaciones comerciales.
Bettini murió en 1938 en San Remo, Italia.

## Otras invenciones
Más tarde en su carrera, Bettini inventó una cámara cinematográfica inusual para uso aficionado que fotografiaba los fotogramas como una matriz X–Y en una placa de vidrio, pero no se comercializó.